# Suvarnabhumi

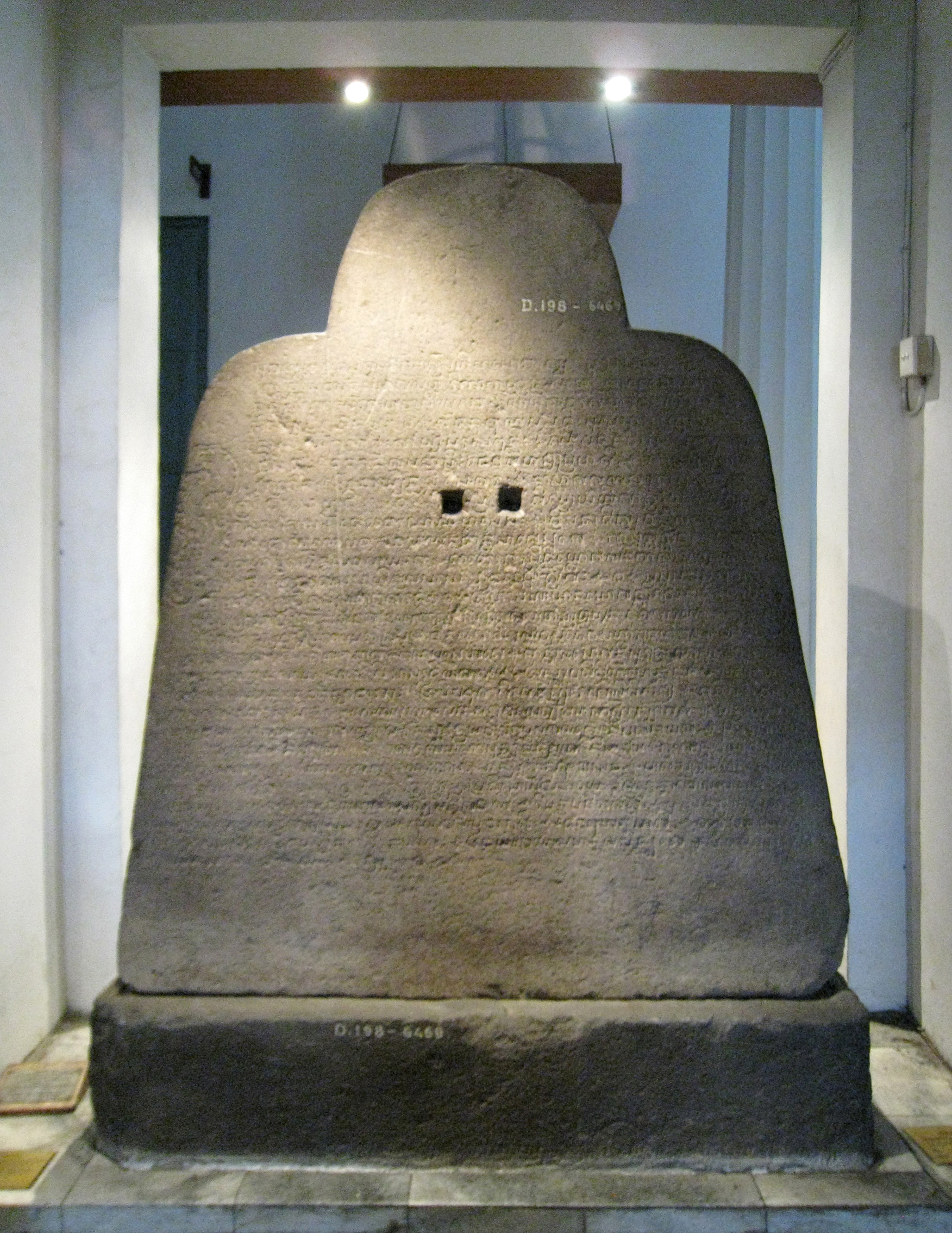
L'inscription de Padang Roco

Suvarnabhumi « Terre de l'Or » est un pays mentionné dans plusieurs textes anciens comme les Jataka (recueil de contes liés à la tradition bouddhiste theravâda, composés entre le IIIe siècle av. J.-C. et le IIIe siècle apr. J.-C.), la chronique ceylanaise du Mahavamsa (VIe siècle), qui mentionne l'envoi de missionnaires bouddhistes dans ce pays par l’empereur Ashoka (r. 272-231 av. J.-C.), ou le Milindapañha. Certains auteurs l'identifient avec la "Chersonèse d'Or" du géographe grec Ptolémée, cette « Inde au-delà du Gange » ou Inde transgangétique. 
Le nom de Suvarnabhumi est également mentionné dans l'inscription dite "de Padang Roco", qui figure sur la base d'une statue trouvée en 1911 dans ce hameau de la province de Sumatra occidental en Indonésie, et datée de 1286 apr. J.-C. Celle-ci déclare que la statue a été portée "de la terre de Java à Suvarnabhumi", qui désigne donc en l'occurrence l'île de Sumatra.
Suvarnabhumi a été choisi comme nom du nouvel aéroport international de Bangkok, inauguré en septembre 2006.

## Localisation
L'emplacement de Suvarnabhumi, l'un des toponymes mythiques les plus disputés de l'histoire de l'Asie du Sud-Est, fait l'objet de débats aussi bien scientifiques qu'idéologiques. Les informations historiques sont rares et vagues. Contrairement à une croyance assez répandue, ce lieu n’est pas mentionné dans les édits d'Ashoka, qui ne citent que des noms de rois régnant sur des cités situées au-delà du fleuve Indus dans l'ouest de l'Inde, et non pas des royaumes. Les chroniques birmanes et thaïlandaises, postérieures de plusieurs siècles aux événements, font état de l’envoi à Suvarnabhumi de deux missionnaires nommés Sona et Uttara. Les historiens de la région ont identifié deux régions comme emplacements possibles : l'Asie du Sud-Est insulaire et l'Inde du Sud.  
- La théorie qui place Suvarnabhumi en Asie du Sud-Est insulaire se fonde sur une allusion à un puissant royaume insulaire, peut-être Java dans l'actuelle Indonésie. Des pèlerins chinois arrivés en Inde après y avoir fait escale décrivaient un commerce florissant dont la prospérité aurait pu justifier le nom de « Terre de l'Or ». L'épopée indienne du Ramayana mentionne le nom de Suvarnadvipa, « île de l'or », qui désigne sans doute Sumatra, car le texte parle aussi de Yavadvipa, « île du millet », qui désigne Java. Mais l'identification de ces toponymes anciens à leurs homologues modernes est d’autant plus difficile qu'ils nous parviennent souvent sous forme de transcription phonétique en idéogrammes chinois, dont la prononciation a évolué depuis cette époque ancienne.

- La théorie qui place Suvarnabhumi en Inde du Sud soutient que les missionnaires d'Ashoka ne sont pas allés plus loin que Ceylan ; ce lieu se situerait donc dans l'extrême sud de l'Inde actuelle, qui ne faisait pas partie de l'empire d'Ashoka, peut-être le royaume de la dynastie des Chola ou des Pandya.

## Revendications modernes
Le manque de preuves historiques et l'absence de consensus scientifique a permis, après la traduction des édits d'Ashoka  au XIXe siècle, la naissance de revendications concernant Suvarnabhumi par différents nationalismes ethniques ou politiques : 
- En Birmanie, les Birmans et les Môn affirment que Suvarnabhumi était un royaume situé sur la côte du Tenasserim et qui avait pour capitale Thaton. Que ce soit la réalité ou non, il faut préciser que les populations de cette région n'étaient sans doute ni birmanes ni môn à l'époque d’Ashoka (IIIe siècle av. J.-C.). Les Birmans étaient en effet encore cantonnés dans la vallée du fleuve Irrawaddy, et les Môn commençaient à peine à s'installer dans la région de Khorat dans le nord-est de l'actuelle Thaïlande.

- En Thaïlande, les discours officiels situent Suvarnabhumi sur le littoral de la plaine centrale, plus particulièrement dans la région de l'ancienne cité d'U Thong, centre de la culture môn à laquelle les historiens thailandais ont donné le nom de Dvaravati. Le nouvel aéroport international de Bangkok, inauguré en septembre 2006, a même été baptisé "Suvarnabhumi". Ici encore, il faut rappeler que même si cette théorie était vraie, les migrations thai depuis le sud-est de la Chine n'ont eu lieu que plusieurs siècles après l'époque de Dvaravati (VIe-XIe siècles apr. J.-C.).